# Concurso de castells de Tarragona
Concurso de castells de Tarragona é uma competição de castells que acontece a cada dois anos na Tarraco Arena Plaça, em Tarragona, anteriormente chamada de "plaça de braus" ("praça de touros"). Atualmente a competição ocorre no domingo do primeiro fim de semana de outubro nos anos pares. As regras do concurso de castells de Tarragona determinam uma pontuação específica para cada castell, em função da sua dificuldade. Os castells carregados pontuam menos do que os castells descarregados, e existe penalização com subtração de pontos de acordo com várias faltas ou falhas possíveis (alcançar um castell apenas numa segunda tentativa, não fazer l´aleta, etc.). A soma dos três melhores castells de estruturas diferentes (um 3 de 8 não é escolhido se um 3 de 9 estiver carregado com forro) determina uma classificação final, com base na qual os grupos recebem prémios monetários e uma taça para o vencedor. Um júri atento garante a aplicação correta das regras do concurso. A ponderação numérica da dificuldade dos castells, as diferenças entre uma e outra estrutura e a maior ou menor diferença de pontuação entre um castell carregado ou descarregado geram uma polémica recorrente em cada edição.
Os objetos vinculados a algumas das edições do Concurso fazem parte da coleção do Museu Casteller de Catalunya e aí permanecerão expostos.

## História
A primeira edição foi realizada em 1932 e repetida em 1933, sendo depois descontinuada até ao seu regresso em 1952, ano a partir do qual foram realizadas três competições ininterruptas a cada dois anos.
Nos anos de 1970 e 1972, os concursos voltaram a ser realizados em Tarragona, embora apenas em 1980 se tenham consolidado de forma definitiva, realizando-se ininterruptamente até hoje. A última edição realizada, o XXVIII Concurs de castells de Tarragona, teve lugar nos dias 25 de setembro e 1 e 2 de outubro de 2022.
Inicialmente eram convidados todos os grupos do mundo dos castells para participar no concurso de Tarragona, organizado pelo Consell Municipal de Castells. No entanto, desde a edição de 1996, devido ao número crescente de grupos, a organização limita-se a convidar os quatro grupos locais e todos aqueles que conseguiram descarregar o 3 de 8 antes do dia de Sant Joan do ano do concurso, completando o cartaz de participantes com os melhores grupos do mundo casteller até chegar a um total de 18 grupos. É relevante mencionar que os Minyons de Terrassa recusam este convite ano após ano. Por este motivo, os Nois de la Torre, excluídos do concurso apesar de nele terem participado durante muitos anos, organizaram a partir de 1997, bianualmente, o concurs de castells Vila de Torredembarra, também conhecido como Concur7, para o qual são convidados a participar os grupos que se movem na gama de castells de 7 andares e que, por isso, não atingem o nível exigido para serem convidados para o concurs de castells de Tarragona.
A edição de 2020 foi suspensa devido aos efeitos da crise de saúde e social causada pela Covid-19. 

## Vencedores
Ao longo das suas vinte e oito edições, apenas saíram vencedores do concurso os mesmos quatro grupos de castellers.
Em 1952 houve um empate e duas equipas foram declaradas vencedoras.